# Hôtel de ville de Villers-Cotterêts
L'hôtel de ville est un hôtel situé à Villers-Cotterêts, en France.

## Localisation
Le hôtel est situé sur la commune de Villers-Cotterêts, dans le département de l'Aisne.

## Historique
Le monument est classé au titre des monuments historiques en 1995.